# Clotilde Hesme
Clotilde Hesme (Troyes, 30 luglio 1979) è un'attrice e modella francese.

## Biografia
Clotilde Hesme ha iniziato gli studi alla scuola di teatro Cours Florent e al "Conservatoire national supérieur d'art dramatique", prima di suonare dal 1999 in brani nella compagnia di François Orsoni, di cui è stata membro per più di dieci anni.
Al Festival di Cannes 2017, Hesme è stata membro della giuria Cinéfondation e Cortometraggi, presieduta dal regista Cristian Mungiu.
Ha due sorelle maggiori, anch'esse attrici: Annelise ed Élodie. Ha due figli con Marc Wilhelm: Jean (nato nel 2012) e Selma (nata nel 2016).

## Filmografia

### Cinema
- Le chignon d'Olga, regia di Jérôme Bonnell (2002)
- À ce soir, regia di Laure Duthilleul (2004)
- Les Amants réguliers, regia di Philippe Garrel (2005)
- Les Chansons d'amour, regia di Christophe Honoré (2007)
- Le fils de l'épicier, regia di Éric Guirado (2007)
- 24 mesures, regia di Jalil Lespert (2007)
- Les liens du sang, regia di Jacques Maillot (2008)
- Enfances (episodio La Paire de chaussures), regia di Ismaël Ferroukhi (2008)
- La Belle Personne, regia di Christophe Honoré (2008)
- De la guerre, regia di Bertrand Bonello (2008)
- Les derniers jours du monde, regia di Arnaud e Jean-Marie Larrieu (2009)
- I misteri di Lisbona (Mistérios de Lisboa), regia di Raúl Ruiz (2010)
- Si tu meurs, je te tue, regia di Hiner Saleem (2011)
- Angèle e Tony (Angèle et Tony), regia di Alix Delaporte (2011)
- Trois mondes, regia di Catherine Corsini (2012)
- Pour une femme, regia di Diane Kurys (2013)
- Le Dernier Coup de marteau, regia di Alix Delaporte (2014)
- L'échappée belle, regia di Émilie Cherpitel (2015)
- Mister Chocolat (Chocolat), regia di Roschdy Zem (2016)
- Una vita (Une vie), regia di Stéphane Brizé (2016)
- L'indomptée, regia di Caroline Deruas (2016)
- Diane a les épaules, regia di Fabien Gorgeart (2017)
- K.O., regia di Fabrice Gobert (2017)
- The Shift, regia di Alessandro Tonda (2021)
- Largo Winch - Il prezzo del denaro (Largo Winch: Le prix de l'argent), regia di Olivier Masset-Depasse (2024)

### Televisione
- Suite noire – serie TV, episodio 8 (2009)
- Les Revenants – serie TV (2012)
- Le Jeu des sept familles – serie TV, episodio 2 (2013)
- Amor fou – miniserie TV (2020)
- Lupin – serie TV (2021-in produzione)
- Morgane - Detective geniale - serie TV (2021 in corso)

## Riconoscimenti
- Premio César
  - 2008 – Candidatura per la migliore promessa femminile per Les Chansons d'amour[5]
  - 2012 – Migliore promessa femminile per Angèle e Tony[5]
- SACD Awards
  - 2008 - Migliore rivelazione femminile

## Doppiatrici italiane
- Barbara De Bortoli in Angèle e Tony, Mister Chocolat
- Benedetta Degli Innocenti in Les Revenants
- Cristiana Rossi in Una vita
- Selvaggia Quattrini in Lupin
- Francesca Fiorentini in Largo Winch - Il prezzo del denaro